# Łukasz Rudnicki
Łukasz Rudnicki (ur. 4 lutego 1973 w Warszawie, zm. 2 kwietnia 2020 tamże) – polski malarz, rysownik, kurator sztuki, nauczyciel akademicki Akademii Sztuk Pięknych w Warszawie.

## Życiorys
Studiował w warszawskiej Akademii Sztuk Pięknych w latach 1993–1998. W latach 1996–1998 pracował na stanowisku asystenta w pracowni rysunku prof. Ryszarda Sekuły. Od 1998 asystent, od 2007 doktor sztuk plastycznych. W 2008 otrzymał stanowisko adiunkta. W 2013 uzyskał stopień doktora habilitowanego. W 2019 otrzymał stanowisko profesora ASP. W 1997 został stypendystą Ministra Kultury i Sztuki.
W 1998 roku otrzymał dyplom z wyróżnieniem za cykl obrazów i rysunków powstałych pod kierunkiem prof. Zbigniewa Gostomskiego oraz aneks z grafiki warsztatowej przygotowany w pracowni prof. Rafała Strenta. Od 2008 był kuratorem Galerii „Wystawa” w Warszawie na Żoliborzu.